# Ujong Baroh Beureghang
Ujong Baroh Beureghang is een bestuurslaag in het regentschap Aceh Utara van de provincie Atjeh, Indonesië. Ujong Baroh Beureghang telt 713 inwoners (volkstelling 2010).